# كيفن أوينز (كرة سلة)
كيفن أوينز (بالإنجليزية: Kevin Owens)‏ مواليد 9 يونيو 1980 في نيوجيرسي، هو لاعب كرة سلة أمريكي سابق. بدأ مسيرته الاحترافية في سنة 2003. حمل الرقم 15. اعتزل اللعب في 2010. لعب مع كيرنز تيبانز وويلينغتون ساينتس.

## روابط خارجية
- كيفن أوينز على موقع كرة السلة الأوروبية.كوم (الإنجليزية)
- كيفن أوينز على موقع كلية كرة السلة في سبورتس رفرنس.كوم (الإنجليزية)
- كيفن أوينز على موقع ريلجم (الإنجليزية)
- كيفن أوينز على موقع بروبوليرز (الإنجليزية)
- كيفن أوينز على موقع سبورتس رفرنس (الإنجليزية)